# Минос (Платон)
«Минос», или «О законе» (греч. Μίνως), — диалог Платона, в котором рассматривается сущность закона.

Основная идея диалога: 
Закон — это нахождение существующего.

## Содержание
Участники диалога — Сократ и его друг, не называемый по имени. Они ищут ответ на вопрос «что есть закон».
Первое определение даёт друг: закон — это то, что узаконено. Сократ возражает: слово и то, что говорится — разные понятия, так же как зрение и то, что видится, и слух и то, что слышится. Следовательно, закон и то, что узаконено — также разные понятия.
Друг предлагает другое определение: закон — это уложение государства. На это Сократ отвечает, что люди, уважающие закон, справедливы, а не уважающие закон — несправедливы. Справедливость — благо, значит, и закон — благо. Но уложения государства могут быть как хорошими, так и плохими. Поскольку плохое уложение не может быть благом, то, следовательно, закон и уложение государства — не одно и то же.
После этого Сократ даёт собственное определение. Закон — это некое мнение. Поскольку закон — благо, то и мнение это не может быть плохим, а только полезным. Полезно только истинное мнение, следовательно, полезное мнение — это выяснение сущего. А, значит, закон стремится к тому, чтобы выяснить сущее.
Друг не согласен с этим утверждением: разные люди для одних и тех же вещей могут пользоваться совершенно разными, иногда противоречащими друг другу законами. Так, например, в Греции запрещены человеческие жертвоприношения, а в Карфагене они разрешены и считаются благочестивыми. И, в целом, законы разных народов сильно отличаются друг от друга.
Тогда Сократ предлагает следующее рассуждение. Целью врачебного искусства является исцеление больных. Способы, которыми пользуются врачи, чтобы достичь этой цели — это законы лечения. Настоящие знатоки врачебного искусства, будь они варвары, эллины или персы, должны быть единодушны в суждениях о врачебном искусстве и пользоваться сходными законами — теми, которые наилучшим способом позволяют достичь исцеления. То же относится и к людям других профессий: законы землепашцев позволяют получить наилучший урожай, музыкальные законы — сочинить музыку, поварские — приготовить пищу. В каждом из этих дел знатоки, даже если они принадлежат к разным народам, должны иметь схожее мнение относительно базовых законов своего ремесла. Следовательно, законы стремятся к одним и тем же принципам — к тем, которые наиболее хорошо подходят для достижения нужной цели. Если же некоторые люди имеют об одном и том же разные суждения, то они — не знатоки, а невежды. То же самое верно и по отношению к справедливости и государственному управлению: хотя законы у разных народов могут отличаться, но, в пределе, стремятся к одному и тому же — к наиболее точному отражению действительности. Таким образом, закон — это нахождение существующего. Друг соглашается с этим выводом.
После Сократ предлагает рассмотреть древних законодателей. Друг говорит про лакедемонские законы Ликурга. Сократ замечает, что критские законы, установленные Миносом и Радамантом, древнее. Друг указывает, что Минос был жестоким и несправедливым правителем. Но Сократ утверждает, что жестокость Миноса — аттический миф, и приводит слова Гомера и Гесиода, указывающие на то, что он был достойным человеком и хорошим законодателем.
Диалог заканчивается постановкой вопроса о том, каким способом хороший законодатель делает душу человека более добродетельной.

## Проблема авторства
Древние авторы не сомневались в подлинности данного диалога.
Первыми сомнение в его подлинности высказали немецкие учёные Август Бёк в 1806 и Фридрих Шлейермахер в 1805. По мнению Бёка, автором «Миноса» мог быть Симон-кожевник, однако другие исследователи не согласны с этим предположением.
Версию о том, что Платон не является автором «Миноса», разделяет значительная часть исследователей.
По мнению В. Н. Карпова, «новейшая критика ясно и неопровержимо доказала подложность» диалога. Он отмечает, что, в отличие от других диалогов Платона, «Сократ здесь — очень жалкая личность. Речь его, против обыкновения, дубовата и не изящна, отношение к собеседнику отзывается невежеством и какой-то простонародной грубостью». Он полагает, что это произведение было создано во времена Птолемеев.
Высказывалось предположение, что автор «Миноса» и «Гиппарха» — одно лицо.
Йоахим Дальфен считает, что «Минос» был написан в Платоновской академии в 380-е г. до н. э. кем-то из первых учеников Платона.
Ряд исследователей, такие, как Джордж Грот, приводят аргументы в пользу авторства Платона.
А. Ф. Лосев относит «Минос» к числу диалогов с одинаково убедительной аргументацией в защиту как подлинности, так и неподлинности.

## Переводы и издания
Сохранился фрагмент папирусного манускрипта начала III века н. э., содержащего данный диалог.
В VII веке 5 диалогов Платона, включая «Минос», а также «Тимей», «Законы», «Евтифрон» и «Апология Сократа», были переведены на армянский язык.
Серединой IX века датируется византийская рукопись, сделанная, вероятно, для библиотеки императорского дворца.
В Европе «Минос» получил известность в эпоху Возрождения. Его, наряду с другими диалогами Платона, перевёл на латинский Марсилио Фичино и издал в 1484 году. В 1513 в Венеции Альдом Мануцием и Маркосом Мусуросом было издано полное собрание работ Платона на греческом, содержащее также этот диалог.
Переводы на русский язык были выполнены В. Н. Карповым (1879) и С. Я. Шейнман-Топштейн (1986).